# 高鬧児
高 鬧児（こう とうじ、生没年不詳）は、モンゴル帝国に仕えた女真人の一人。

## 概要
高鬧児はチンギス・カンに仕えて中央アジア遠征に活躍したとされる。チンギス・カンの死後、第2代皇帝オゴデイの息子のクチュによる南宋侵攻が始まると、チャガン・ノヤンととともに連年出征して軍功を重ね、総管管領山前十路匠軍の地位を授けられた。1259年（己未）、第4代皇帝モンケは高鬧児が既に高齢であることを憐れみ、その子の高元長に地位を継がせた。